# Zarichne (Kramatorsk)
Zarichne (en ucraniano: Зарiчне; en ruso: Заречное, romanizado: Zaréchnoye) es un pueblo ucraniano perteneciente al óblast de Donetsk. Situado en el este del país, forma parte del raión de Kramatorsk y del municipio (hromada) de Limán.

## Geografía
Zarichne está ubicado a orillas del río Zherebets, a unos 10 km al noreste de Limán y 117 kilómetros al norte de Donetsk.

## Historia
El lugar fue fundado en 1734 por la fusión de dos jútores y se llamó Popivka (en ucraniano: Попівка; en ruso: Заречное, romanizado: Zaréchnoye) hasta 1940. Antes de la revolución de octubre, el pueblo de Popovka formaba parte del uyezd de Izium de la gobernación de Járkov.
Popivka recibió el estatus de asentamiento de tipo urbano en 1938, y desde 1940 hasta 1964 tuvo el nombre de Kirove (en ucraniano: Кірове). Desde entonces hasta el 4 de febrero de 2016 el nombre oficial de Kirovsk (en ucraniano: Кіровськ; en ruso: Ки́ровск).
El 23 de julio de 2015, el asentamiento pasó a formar parte del municipio de Limán; hasta entonces, junto con el pueblo de Torske, formó el municipio de Kirovsk en el entonces raión de Limán.En 2023, Zarichne perdió el estatus de asentamiento de tipo urbano en la legislación ucraniana debido a la eliminación de este estatus administrativo.
El asentamiento fue ocupado por Rusia en mayo de 2022 como parte de la batalla del Dombás en la invasión rusa de Ucrania. El 2 de octubre, las fuerzas ucranianas liberaron Zarichne.

## Demografía
La evolución de la población de Zarichne entre 1864 y 2022 fue la siguiente:
| 2763                                                          | 3349 | 4679 | 3376 | 2950 | 2688 | 2650 | 2571 | 2486 | 2367 |
| (Fuente: Cities & Towns of Ukraine y UKRAINE: Größere Städte) |      |      |      |      |      |      |      |      |      |

## Personas ilustres
- Vladislav Buzeskul (1858-1931): historiador soviético ruso, miembro de la Academia de Ciencias de la URSS y profesor de la universidad de Járkov (1885-1924).